# Centaurea gerhardii
Centaurea gerhardii — вид квіткових рослин айстрових (Asteraceae). Ендемік Афганістану.

## Морфологічна характеристика
Трубка віночка жовта, відмирає; верхні приквітки білі, нижні зелені.